# زنوفون افسسی
زنوفون افسسی (یونانی: Ξενοφῶν ὁ Εφέσιος؛ سده ۲ تا ۳ میلادی) نویسنده یونانی بود. اثر ماندگار وی داستان افسانه‌ای آنتیا و هابروکاموس است، که یکی از اولین رمان‌های زمان خود و منبع الهام بخش رومئو و ژولیت شکسپیر است. او را نباید با مورخ و سرباز قبلی و مشهور آتنی، زنوفون آتن اشتباه گرفت.